# Eodrepanus striatulus
Eodrepanus striatulus là một loài bọ cánh cứng trong họ Bọ hung (Scarabaeidae).